# Њ
Њ (Њ, њ) – 17. litera serbskiej oraz 18. macedońskiej cyrylicy. Jej łacińskim odpowiednikiem jest Nj. 
Oznacza palatalizowany nosowy dźwięk [ɲ], bliski miękkiemu [n'], odpowiednik polskiego ń. Jest ligaturą liter: Н i Ь. Litera ta została wprowadzona do języka serbskiego przez Vuka Karadžicia w 1814 roku.

## Kodowanie
| Znak                   | Њ                           | Њ                           | њ                         | њ                         |
| ---------------------- | --------------------------- | --------------------------- | ------------------------- | ------------------------- |
| Nazwa w Unikodzie      | Cyrillic Capital Letter Nje | Cyrillic Capital Letter Nje | Cyrillic Small Letter Nje | Cyrillic Small Letter Nje |
| Kodowanie              | dziesiątkowo                | szesnastkowo                | dziesiątkowo              | szesnastkowo              |
| Unicode                | 1034                        | U+040A                      | 1114                      | U+045A                    |
| UTF-8                  | 208 138                     | d0 8a                       | 209 154                   | d1 9a                     |
| Odwołania znakowe SGML | &#1034;                     | &#x040A;                    | &#1114;                   | &#x045A;                  |
| Macintosh Cyrillic     | 190                         | BE                          | 191                       | BF                        |
| ISO 8859-5             | 170                         | AA                          | 250                       | FA                        |
| Windows-1251           | 140                         | 8C                          | 156                       | 9C                        |
| Code page 855          | 147                         | 93                          | 146                       | 92                        |